# Qala-i-Jangi
Qala-i-Jangi (en pachto قلعهِ جنگی) dont le nom signifie maison de la guerre est une forteresse située près de la ville de Mazar-e-Sharif dans la partie septentrionale de l'Afghanistan, non loin des frontières de l'Ouzbékistan, du Turkménistan et du Tadjikistan construite dans le contexte tendu avec l'Empire britannique dans les années 1880.
La forteresse est essentiellement connue pour avoir été le lieu de la mutinerie de Qala-e-Jangi qui a duré du 25 novembre au 1er décembre 2001, et qui s'est terminée par la victoire des États-Unis et de l'Alliance du Nord contre les Talibans.

## Localisation
La forteresse se trouve au nord du pays et à quelques kilomètres  de la ville de Mazar-e-Sharif, et a été un enjeu important pour le contrôle de la ville tant pour les Talibans que pour l'Alliance du Nord.

## Histoire

### Construction
La forteresse a été bâtie en 1889 afin de prévenir une éventuelle attaque britannique à la suite de la seconde guerre anglo-afghane de 1878-1880 qui avait vu l'Empire britannique envahir l'Afghanistan afin de stopper l'Empire russe qui le menait à avancer en Asie dans le mouvement qu'on a appelé Grand Jeu.
18000 ouvriers et 12 années ont été nécessaires afin de mener à bien le projet.
Les Talibans ont occupé le site de 1994 à 2001 avec une interruption en 1997 quand Abdul Rachid Dostom a pris possession de la forteresse avec son armée de 20 000 hommes.

### La bataille de 2001
La bataille de la poche de Kunduz se termine le 24 novembre et les combattants talibans non afghans sont conduits à la forteresse, qui est utilisée comme dépôt d'armes et centre de commandement. 
Le soulèvement éclate dès le lendemain car les captifs avaient emporté des armes avec eux. Au moins 470 personnes ont été tuées dans  cette mutinerie qui a pris le forme d'une bataille qui dure une semaine.
La forteresse a servi de base à Abdul Rachid Dostom pendant la guerre d'Afghanistan.

## Architecture
En 2001, la forteresse mesurait 550 mètres de long sur 270 mètres de large. Elle est construite en bois, boue et paille. Une tour de 24 mètres de hauteur flanque chaque côté.
L'édifice contient une mosquée et une installation médicale érigée dans les années 1980 par l'armée d'occupation au moment de l'occupation soviétique du pays.